# Invasion au Far-West
Série Maneater
La Fureur des gargouilles
(28 août 2009) La Traversée des enfers
(19 juillet 2009)
Pour plus de détails, voir Fiche technique et Distribution.
Invasion au Far-West (High Plains Invaders) est un téléfilm roumano-canadien d'horreur réalisé par Kristoffer Tabori, et diffusé aux États-Unis le 30 août 2009 sur Syfy. Il s'agit du dix-neuvième film de la collection Maneater series.

## Synopsis
Dans une petite ville de l'ouest américain, les habitants sont attaqués par des créatures extra-terrestres qui veulent piller leurs ressources minières et commencer l'invasion de la planète par la même occasion.

## Fiche technique
- Titre : Invasion au Far-West
- Titre original : High Plains Invaders
- Réalisateur : Kristoffer Tabori (pseudo K. T. Donaldson)
- Scénario : Richard Beattie
- Production : Irene Litinsky, Ric Nish, Michael Prupas, Robert Halmi Jr., Robert Halmi Sr.
- Musique : James Gelfand
- Photographie : Pierre Jodoin
- Montage : Simon Webb
- Distribution : Domnica Circiumaru et Matt Western
- Décors : Guy Lalande
- Costumes : Simonetta Mariano
- Pays d'origine :  Roumanie -  Canada
- Compagnie de production : Castel Film Romania - Muse Entertainment (en) Enterprises
- Compagnie de distribution : RHI Entertainment
- Format : Couleurs - 1.77:1 - Dolby Digital - 35 mm
- Genre : Horreur
- Durée : 90 minutes
- Date de sortie : 30 août 2009 (Syfy)
- interdit aux moins de 12 ans

## Distribution
- James Marsters : Sam Danville
- Cindy Sampson : Abigail Pixley
- Sebastian Knapp (en) : Jules Arning
- Sanny van Heteren (de) : Rose Hilridge
- Constantin Barbulescu : Mineur
- Dan Bordeianu (ro) : Shérif adjoint
- Adriana Butoi : Femme du prospecteur
- Antony Byrne : Gus McGreevey
- Sorin Cristea : Franklin le prospecteur
- James Jordan : Shérif
- Dugald Bruce Lockhart (en) : Cornelius Harrington
- Angus MacInnes : Guérisseur Silich

## DVD
En France, le film est sorti en DVD le 1er juin 2011 sous le titre Alien Invaders chez Zylo au format 1.78:1 panoramique 16/9 en français sans suppléments et sans sous-titres. (ASIN B004W4P14A)